# CRISPR

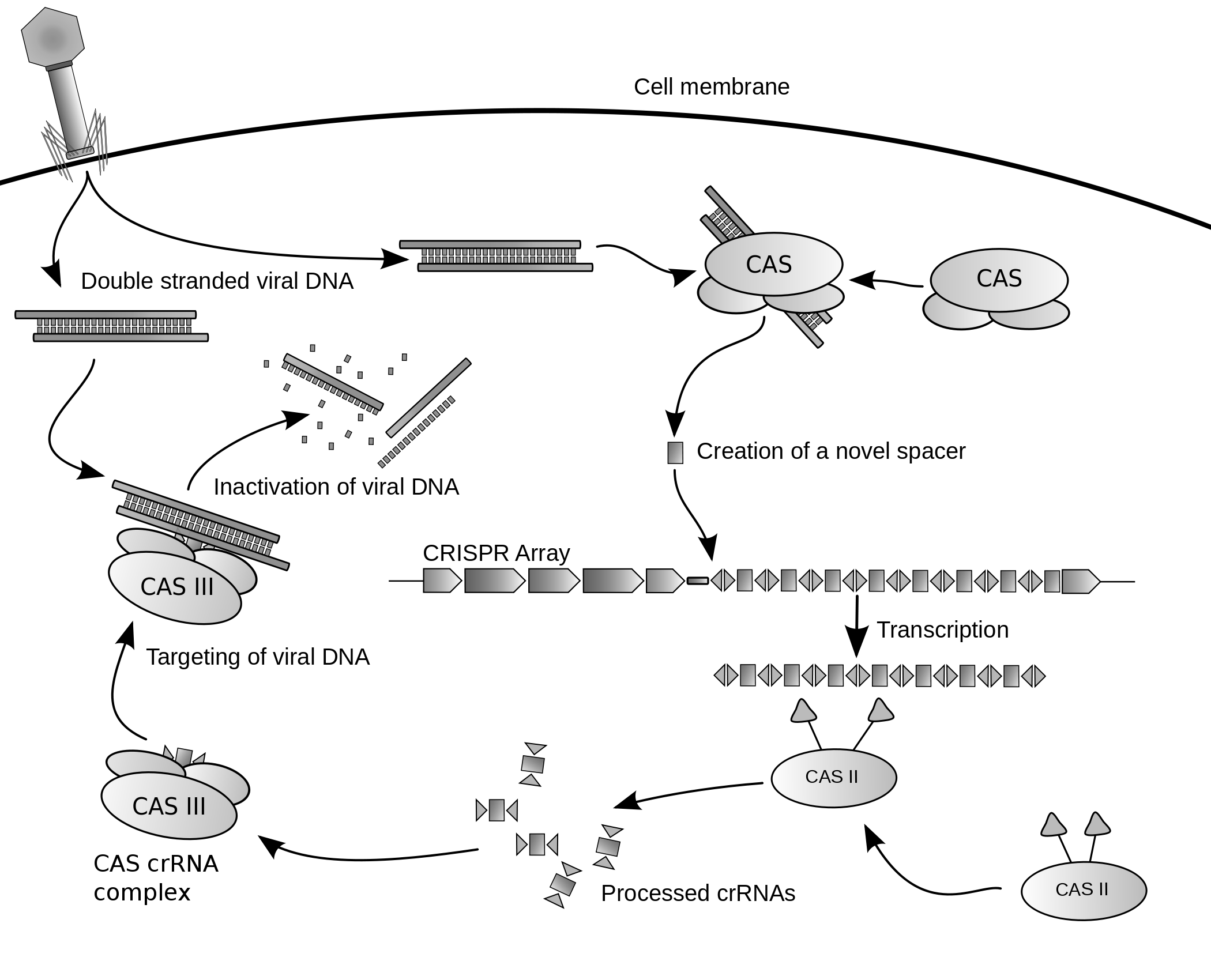
Princip systému CRISPR/Cas v prokaryotní buňce

CRISPR jsou segmenty nahromaděných pravidelně rozmístěných krátkých palindromických repetic (Clustered Regularly Interspaced Short Palindromic Repeats), jsou to úseky prokaryotické DNA obsahující krátké repetice nukleotidů. Každá z repetic je následována krátkými segmenty tzv. spacer DNA, získanými při předchozích setkáních s příslušnými fágy nebo plazmidy.
CRISPR / Cas systém je prokaryotický imunitní systém, zajišťující rezistenci vůči cizím genetickým elementům, jako jsou plazmidy nebo fágy, a představuje tedy formu získané imunity. Spacerová DNA tyto exogenní genetické elementy rozpozná a deaktivuje způsobem analogickým s mechanismem RNA interference v eukaryotických organismech. CRISPR lokusy již byly objeveny u přibližně 40% osekvenovaných bakterií a u 90% archeí.
Technologie CRISPR interference má enormní potenciál k uplatnění, včetně pozměňování lidské zárodečné linie, zvířat (i dalších organismů) nebo modifikace genů potravinářských plodin. Doručením proteinu Cas9 a příslušné naváděcí RNA do buňky lze genom cílového organismu rozstřihnout v jakémkoli požadovaném místě. CRISPRy ve spojení se specifickými endonukleázami, určenými k editování genomu či cílené regulaci genů, již byly otestovány v rozličných organismech. Z etického hlediska se jeví jako znepokojivá zejména možnost editace lidské zárodečné linie.

## Historie
CRISPR je přirozenou součástí bakteriálních procesů. Bakterie mají schopnost začleňovat cizí DNA a dokonce i účelně získávat poškozenou DNA přímo ze svého okolního prostředí.
Nahromaděné repetice byly poprvé popsány v roce 1987 u bakterie Escherichia coli na Univerzitě v Osace, vědcem Yoshizumim Ishinou, v té době ovšem jejich funkce nebyla známa. Nezávisle na tom byly tyto repetice pozorovány také španělským badatelem Franciscem Mojicou v roce 1993, který je nazval krátkými pravidelně rozmístěnými repeticemi (SRSR). V roce 2000 byly podobné repetice identifikovány u dalších zástupců bakterií a archeí. Na Mojicův návrh byly SRSR roku 2002 přejmenovány na CRISPR. Poprvé vyvstalo podezření, že by CRISPR lokusy mohly být zodpovědné za zprostředkování adaptivní imunity u mikrobů. Práce zahrhující tyto hypotézy byla prvotně odmítnuta celou řadou vysoce impaktovaných žurnálů.
Byla objevena řada genů, asociovaných s CRISPRovýmy repeticemi, pojmenovaných Cas, neboli CRISPR-associated genes (s CRISPRem-asociované geny). Cas geny kódují nukleázy nebo helikázy, což jsou enzymy, které stříhají (nukleázy) nebo rozvolňují (helikázy) dvoušroubovici DNA.
V roce 2005, tři nezávislé výzkumné skupiny prokázaly, že některé DNA spacery z CRISPR lokusu jsou odvozeny z fágové a extrachromozomální DNA, jako jsou plazmidy. Spacery byly identifikovány jako fragmenty DNA pocházející z virů, které již dříve napadly danou bakteriální buňku. Původ DNA spacerů byl známkou toho, že by CRISPR/Cas systém mohl hrát roli v adaptivní imunitě bakterií. Koonin a jeho tým navrhli, že DNA spacery slouží jako templáty pro transkripci RNA molekul analogicky systému zvanému RNA interference uplatňovanému v eukaryotických buňkách.
V roce 2007, Barrangou, Horvath (odborníci potravinového průmyslu v Daniscu) a skupina Moineau na Université Laval v Kanadě ukázali, že lze využít spacerovou DNA ke změně rezistence Streptococcus thermophilus vůči útoku fágů.
V roce 2012 bylo poprvé ukázáno, že CRISPR může být využit jako nástroj genového inženýrství pro editaci genů v lidské buněčné kultuře. Od té doby byl již systém úspěšně vyzkoušen v široké škále organismů od kvasinek (S. cerevisiae), Dania pruhovaného (D. rerio), octomilky (D. melanogaster), Axolotl (A. mexicanum), hlístice (C. elegans), rostlin, myší, opic až po lidská embrya.
CRISPR byl modifikován do podoby programovatelných transkripčních faktorů, které vědcům umožňují přesně zacílit a pak aktivovat nebo umlčet specifické geny.
Nyní jsou již k dispozici knihovny desítek tisíc ověřených naváděcích RNA. Soudní dvůr Evropské unie však roku 2018 metodu postavil na úroveň GMO.

## Cas9
Jennifer Doudna a Emmanuelle Charpentier (nezávisle na sobě) zkoumaly s CRISPRem-asociované proteiny, ve snaze lépe porozumět mechanismu využití DNA spacerů v imunitní obraně bakterií. Obě vědkyně se zaměřily na jednodušší CRISPR systém, který využívá bílkovinu zvanou Cas9. Zjistily, že bakterie reagují na napadení fágem přepisem příslušného DNA spaceru a přilehlých palindromických sekvencí do dlouhé molekuly RNA. Buňka pak použije tracrRNA (trans-activating crRNA) a protein Cas9 k rozstříhání této dlouhé RNA molekuly na kratší kousky zvané crRNA (CRISPR RNA). Cas9 je nukleáza, enzym, specializovaný pro stříhání DNA. Má dvě aktivní „stříhací“ místa (HNH a RuvC), jeden pro každé vlákno dvoušroubovice DNA. Bylo prokázáno, že lze jedno či obě tato aktivní místa deaktivovat při zachování schopnosti Cas9 vyhledat a navázat cílovou sekvenci v DNA. V roce 2012, Doudna a Charpentier (nyní již ve společné vědecké skupině) zkombinovaly tracrRNA a crRNA do jediné hybridní „guide“ RNA molekuly (gRNA), která je v komplexu s Cas9 schopna přesně zacílit a rozstřihnout libovolnou sekvenci v DNA. Ve své studii navrhly využití takto uměle sestavené naváděcí RNA jako prostředku využitelného k editaci genů.

## Předchůdci CRISPR/Cas9 systému
Na přelomu tisíciletí, vědci vyvinuli tzv. Zinc-finger nukleázy (nespecifické nukleázy spojené se zinkovými prsty, syntetickými proteiny, jejichž DNA-vazebné domény umožňují rozeznávat specifické sekvence v DNA) umožňující vytvářet dvojřetězcové zlomy v DNA na předem vybraných místech. V roce 2010, s objevem syntetických nukleáz zvaných TALENy, došlo ke značnému zjednodušení a zpřesnění zacilování na konkrétní místa v sekvenci DNA. Zinc-finger nukleázy i TALENy vyžadují navržení a syntézu proteinů, které dokáží rozeznat cílovou sekvenci na bázi interakce protein-DNA, což je finančně i časově náročnější proces, než je tomu při využití komplementárního párování RNA-DNA. CRISPR vyžaduje pouze tvorbu krátkých sekvencí RNA.